# Boris Nikolov
Pour les articles homonymes, voir Nikolov.
Boris Nikolov est un boxeur bulgare né le 10 mars 1929 à Dobritch et mort le 29 janvier 2017.

## Biographie
Il remporte la médaille  d'argent olympique des poids moyens aux Jeux d'Helsinki en 1952 (où il est le porte-drapeau de la délégation bulgare) en étant battu en finale par le Roumain Vasile Tiță.